# Collectie Jaap Mulders

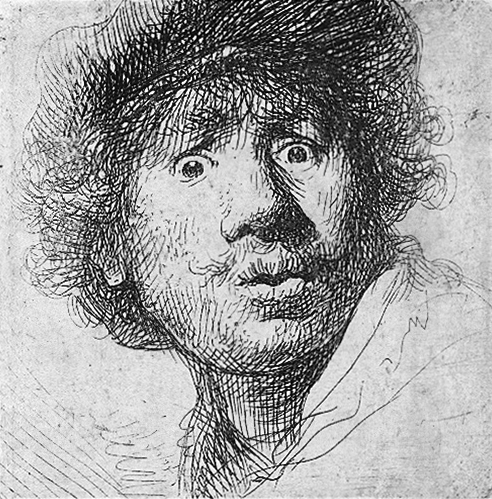
"Rembrandt met wilde blik": zelfportret van Rembrandt van Rijn

De Collectie Jaap Mulders is de particuliere verzameling van de Nederlandse ondernemer Jaap Mulders van etsen van Rembrandt van Rijn.

## Toelichting
De verzameling van Jaap Mulders, gestart in 1997, bestaat uit ongeveer 220 afdrukken en een etsplaat van de hand van Rembrandt van Rijn. Hij verzamelt ook gerelateerde zaken zoals boeken, kopieën en voorbeelden. De etsen tonen de kunstenaar als een meester in het clair obscur met een bijzonder fotografisch talent in wording wanneer hij momentopnames vastlegt op de koperen plaat. Topstukken uit de collectie zijn een Honderdguldenprent (een afdruk met een religieus thema die destijds 100 gulden kostte), Zelfportret leunend op een balustrade, Adam en Eva en Zicht op Amsterdam.
De verzameling etsen werd aan het publiek getoond bij tentoonstellingen in Nederlandse landelijke musea zoals het Westfries Museum te Hoorn, het Stedelijk Museum Zutphen, het Hannemahuis te Harlingen, het Museum Gouda, het Markiezenhof te Bergen op Zoom. De tentoonstelling was ook te zien in het Schloss Britz te Berlijn, Chateau den Penthes te Geneve en het BOZAR te Brussel.